# Moto Guzzi Bellagio
Die Bellagio ist ein Motorrad des italienischen Motorradherstellers Moto Guzzi, das von 2007 bis 2014 in Mandello del Lario produziert wurde. Benannt ist der Roadster / Cruiser nach dem Badeort Bellagio am Comer See.

## Modellentwicklung
Bei ihrer Einführung im Frühjahr 2007 war die Bellagio nur in der mattschwarzen Lackierung „Coal Black“ erhältlich. Ab dem Modelljahr 2009 wurde das leicht überarbeitete Modell, mit Zweiton-Metalliclackierung „grigio bianca“ und einer soziustauglicheren Sitzbank, als „Deluxe“ (in manchen Ländern „Luxury“) vermarktet. Durch ein kürzeres hinteres Federbein ist die Sitzhöhe 5 cm geringer: darunter leidet der Federungskomfort, so dass viele Halter das Federbein tauschten. Das Tankemblem besteht weiterhin aus einem Unterteil aus verchromtem Kunststoff und dem damaligen, roten ovalen Moto-Guzzi-Logo.
Ab dem Modelljahr 2010 wurde für die drei ähnlichen Modelle Bellagio (940 cm³), California (1100 cm³) und Nevada (750 cm³) die Variante „Aquila Nera“ (auf Deutsch: schwarzer Adler) mit mattschwarzer Lackierung und weiteren schwarzen Komponenten angeboten. Das neue Tankemblem ist ein weißer Transferauflkleber mit dem Adler und „Moto Guzzi“ in Konturschrift.

## Technische Daten

### Antrieb
Der luftgekühlte, längs eingebaute Zweizylinder-V-Motor der Bellagio hat, wie alle V-Motoren von Moto Guzzi seit 1967, einen Zylinderwinkel von 90 Grad. Er basiert auf dem Aggregat der Norge 1200 von 2006 – der Kolbenhub des Viertaktmotors wurde lediglich von 81,2 auf 66 mm verkürzt (einfach durch Verwendung der Kurbelwelle der 850er Versionen von Breva und Griso), bei unveränderter Bohrung von 95 mm Durchmesser. Der Hubraum wurde somit von 1151 auf 936 cm³ verkleinert. Das Verdichtungsverhältnis beträgt 10 : 1. Erreicht werden die Nennleistung von 55 kW (75 PS) bei einer Drehzahl von 7200 min−1 und das maximale Drehmoment von 78 Nm bei 6000 min−1. Die Ein- und Auslassventile (jeweils eins pro Zylinderkopf) werden mit Kipphebeln von einer unten liegenden, kettengetriebenen Nockenwelle über Stoßstangen gesteuert.
Eine hydraulisch betätigte Zweischeiben-Trockenkupplung trennt den Motor vom Sechsgang-Getriebe.
Die charakteristische Auspuffanlage mit einem Schalldämpferpaar auf der linken Seite besteht aus Edelstahl und hat einen Drei-Wege-Katalysator mit zwei Lambdasonden, die Schadstoffwerte unterschreiten die Grenzwerte der Abgasnorm Euro-3. Das eingetragene Standgeräusch beträgt 90 dB(A). Der von der California 1100 übernommene Kraftstofftank fasst 19 Liter, davon sind 4 Liter Reserve.

### Rahmen und Fahrwerk
Der Rahmen der Bellagio ist ein Brückenrahmen aus Stahlrohr mit mittragender Motor-Getriebe-Einheit.
Das 18-Zoll-Vorderrad wird in einer hydraulisch gedämpften Teleskopgabel mit 45 mm Standrohrdurchmesser geführt. Sowohl Federvorspannung als auch Zug- und Druckstufendämpfung sind einstellbar. Der Federweg beträgt 140 mm, der Lenkkopfwinkel 27°, der Nachlauf 92 mm.
Hinten hat die Bellagio ein 17-Zoll-Rad und eine Einarmschwinge mit progressiver Umlenkung und Zentralfederbein; der Federweg beträgt 120 mm. Sowohl Federvorspannung (über ein einfach zu bedienendes Handrad) als auch Zugdämpfung sind einstellbar. Die Kraft wird über eine in die Einarmschwinge integrierte Kardanwelle mit zwei Gelenken und einer Momentabstützung an das Hinterrad übertragen. Diese von Moto Guzzi als CARC (italienisch Cardano Reattivo Compatto) bezeichnete Konstruktion wurde 2005 mit der Breva V 1100 eingeführt. Das System ähnelt dem Paralever von BMW.

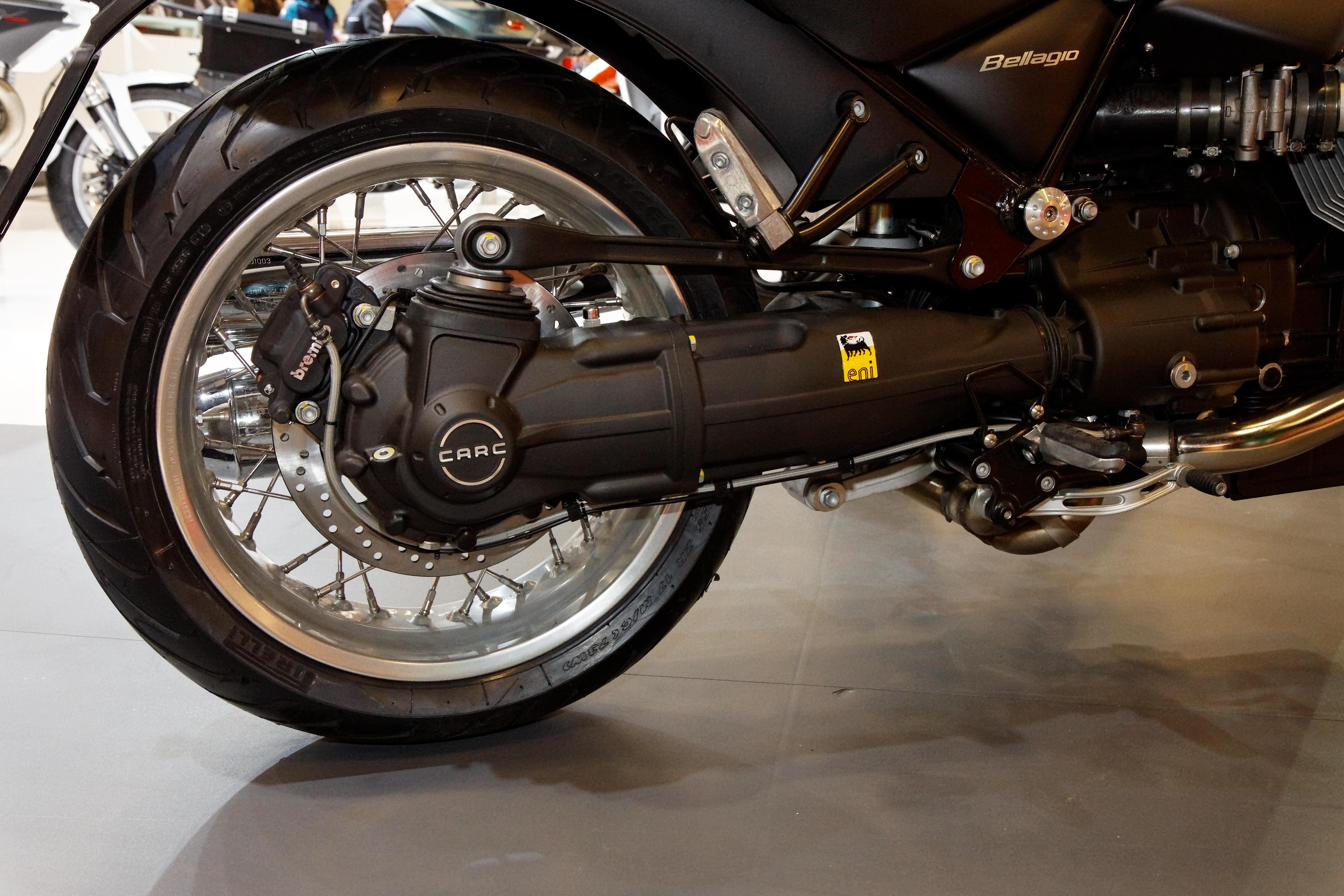
CARC-Einarmschwinge

### Bremsen
Das Vorderrad hat eine Doppelscheibenbremse mit gelochten, halb schwimmend gelagerten Stahlscheiben mit 320 mm Durchmesser und axial fest montierten Vierkolbenzangen. Am Hinterrad sind eine gelochte Scheibe mit 282 mm Durchmesser und eine schwimmend gelagerte Doppelkolbenzange montiert. Die Bremsleitungen sind stahlummantelt. Ein Antiblockiersystem ist nicht erhältlich.

## Marktpositionierung
Konkurrenzmodelle mit ähnlicher Charakteristik waren zum Zeitpunkt der Markteinführung:
| Hersteller      | Name             | Motor | cm³ | kW | PS | N·m | Endantrieb | kg ∗ | Einführung |
| --------------- | ---------------- | ----- | --- | -- | -- | --- | ---------- | ---- | ---------- |
| Triumph         | Speedmaster      | R2    | 865 | 45 | 61 | 74  | Kette      | 250  | 2005       |
| Harley-Davidson | XL 883R Roadster | V2    | 883 | 40 | 54 | 69  | Zahnriemen | 251  | 2006       |
| Kawasaki        | VN 900           | V2    | 903 | 37 | 50 | 78  | Zahnriemen | 283  | 2006       |
| Moto Guzzi      | Bellagio         | V2    | 936 | 55 | 75 | 78  | Kardan     | 246  | 2007       |